# José Gonçalves Fontes
José Gonçalves Fontes foi um jornalista brasileiro, ganhador do Prêmio Esso e, segundo o também jornalista Fritz Utzeri, foi ainda o jornalista mais premiado do Brasil.
Em sua ficha no extinto SNI havia dois apontamentos: um sobre o tempo em que trabalhou no Jornal do Brasil e outro sobre seu desentendimento com o policial Mariel Mariscotte de Matos.
Morreu no início do século 21, após 37 anos à frente do Jornal do Brasil, onde foi chefe de reportagem, e hoje há um prêmio que leva seu nome.